# ANAホールディングス
ANAホールディングス株式会社（エーエヌエーホールディングス、英: ANA HOLDINGS INC.）は、 東京都港区東新橋（汐留地区）に本社を置く、全日本空輸（ANA）を中心とする企業グループであるANAグループの持株会社。
日経平均株価およびTOPIX Large70の構成銘柄の一つ。

## 概要
航空輸送事業を行っていた（旧）全日本空輸株式会社が2013年4月1日に子会社（旧：ANAホールディングス（株））に事業を譲渡し自らを持株会社制に移行したものである。定期航空運送事業を中心とする企業グループの経営の統括を目的とする持株会社で、航空輸送事業、旅行事業、商社事業を行う企業の株式を保有し、ANAグループの経営戦略の立案や経営管理を行う。社名は持株会社制移行時に現在のものに変更した。航空機の登録名義は持株会社制移行後もANAホールディングスに残されている。
なお、航空運送事業を継承した子会社（旧：ANAホールディングス（株））は全日本空輸株式会社（新）に社名変更している。
自民党総合政策研究所にホールディング傘下である全日本空輸から社員を送り込んでいる。

## 沿革

### 航空会社時代
- 1952年（昭和27年）12月26日 - 極東航空株式会社が設立される。
- 1952年（昭和27年）12月27日 - 日本ヘリコプター輸送株式会社が設立される。
- 1957年（昭和32年）12月 - 日本ヘリコプター輸送株式会社が商号を全日本空輸株式会社に変更。
- 1958年（昭和33年）3月1日 - 極東航空株式会社と全日本空輸株式会社が合併。
- 1961年（昭和36年）10月 - 東証第二部と大証第二部に上場。
- 1975年（昭和50年）7月21日 - 東証、大証とも第一部に上場。
- 1991年（平成3年）10月 - ロンドン証券取引所に上場。
- 2012年（平成24年）4月2日 - 持株会社化に向け航空輸送事業の受け皿子会社（旧）ANAホールディングス株式会社を設立。

### 持株会社時代
- 2013年（平成25年）4月1日 - 航空輸送事業を子会社であった（旧）ANAホールディングス株式会社に譲渡し持株会社となり、商号を（新）ANAホールディングス株式会社に変更。
  - 航空輸送事業を譲り受けた子会社（旧）ANAホールディングス株式会社は商号を（新）全日本空輸株式会社に変更。
  - 筆頭株主でもある名古屋鉄道グループとは様々な形で深い繋がりを持っている。
- 2016年（平成28年）3月22日 - システム障害、国内線87便欠航[11]。
- 2017年（平成29年）4月 - 持分法適用会社であったPeach Aviation株式会社の株式を、株式会社産業革新機構及びFirst Eastern Aviation Holdings Limitedから追加取得し、出資比率を67%に引き上げ連結子会社とする[12][13]。
- 2022年（令和4年）4月 - 東京証券取引所プライム市場に移行。
- 2024年（令和6年）2月 - 航空事業の第3ブランドとしてAirJapan運航開始。

## グループ傘下企業
- 全日本空輸株式会社
- ANAウイングス株式会社
- 株式会社エアージャパン
- Peach Aviation株式会社
- 株式会社ANA Cargo
- 日本貨物航空
- 全日空商事株式会社
- ANAエアポートサービス
- ANA関西空港
- ANA X
- ANAあきんど
- ANAシステムズ
- ANA総合研究所
- ANA NEO

これらのほか、関連企業など（一覧はホームページ参照）。

### スカイマーク支援
2015年（平成27年）、スカイマークに対して29億7千万円 (16.5%) の出資を行うことを決定した。同年、スカイマークが民事再生法の適用を申請した後に組織された再生チームは、スポンサーを募集。その他の航空業界からは、デルタ航空、アメリカン航空、エアアジアなどが支援の意向表明をしたが、具体的な提案は特になかったと言われている。
同年8月5日、債権者集会が開催され、当社・日本政策投資銀行・投資ファンドインテグラル側の支援案と、債権者側である米航空機リース会社イントレピッド・アビエーションと米デルタ航空による独自案との決選投票が行われた。その結果、議決権額60.25%、債権者数135.5票で当社などによる支援案が採用され、決着した。本再生案の成立に必要条件とされていた2つの点（投票した債権者数の過半数、議決権総額の2分の1以上）を同時に満たした。決め手となったのは、スカイマークが機体購入をキャンセルしていた大型旅客機エアバスA380の買取りも含めた提案といわれている。本件ではスカイマークはエアバスに対して最大約7億ドルという巨額の違約金を抱えていた。一方、同時期に支援を名乗り出たデルタ航空からエアバスに対しては、期限までに機材発注の提案がなかった。
支援策決定後、各メディアは国内における「第3極」勢力としてのスカイマークの存在意義を問う論調であったが、当社の長峯豊之取締役は「スカイマークの経営独立性は担保されており、運賃や路線の設定などの面でANAが関与することはない」とスカイマークの独自性を保持するとした。インテグラルの佐山代表も、交渉中はANAの進め方に反発する場面もあったが、再編案の収束後は「第1幕が終わり、今は同じ船に乗って第2幕が始まる。まったく違うステージにこぎ出す」「ANAが出資することでスカイマークの運賃が高止まりするとの声もあったが、ANAとしても出資先のスカイマークの売上が減るので意味がない。」と話した。
なおANAはコードシェアやシステムの統合をはじめとして議論し、今後のスカイマークに対して整備・営業部門から人材を送ることで、機体の整備や販路開拓の活動を支援する方針である。これに対し、「再上場を目指すスカイマークは全日空への依存度が高まることを警戒し、自前のシステムにこだわっている」と日本経済新聞に評されている。
この結果として、当社は羽田空港で8%分の一日36枠という発着枠を取り込み、出資先を合わせた同空港発着枠のシェアは約6割に上ることとなった。

## CM
- きたえた翼は、強い。 - 企業CMのキャッチコピーで、ANAの心からのメッセージとして知られる[22][23]。

## テレビ番組
- 日経スペシャル カンブリア宮殿 1円でも稼ぐ!地獄を味わったANAの新戦略（2023年12月14日、テレビ東京）- ANAホールディングス社長 芝田浩二出演[24][25]。